# Borowe (rejon wilejski)
Borowe (biał. Баравыя; ros. Боровые) – wieś na Białorusi, w obwodzie mińskim, w rejonie wilejskim, w sielsowiecie Dołhinów.

## Historia
W czasach zaborów w granicach Imperium Rosyjskiego.
W latach 1921–1945 wieś leżała w Polsce, w województwie nowogródzkim (od 1926 w województwie wileńskim), w powiecie duniłowickim (od 1926 w powiecie wilejskim), w gminie Budsław.
Według Powszechnego Spisu Ludności z 1921 roku zamieszkiwało tu 158 osób, wszystkie były wyznania rzymskokatolickiego. Jednocześnie 114 mieszkańców zadeklarowało polską przynależność narodową a 44 białoruską. Było tu 31 budynków mieszkalnych. W 1931 w 33 domach zamieszkiwało 146 osób.
Miejscowość należała do parafii rzymskokatolickiej w Budsławiu. Podlegała pod Sąd Grodzki w Krzywiczach i Okręgowy w Wilnie; właściwy urząd pocztowy mieścił się w Budsławiu.